# جاي ليثال
جاي ليثال هو مصارع محترف أمريكي ولد في 29 أبريل 1985،يعمل حالياً في آول إليت ريسلينغ.

## روابط خارجية
- جاي ليثال على موقع WrestlingData.com (الإنجليزية)
- جاي ليثال على موقع CageMatch worker (الإنجليزية)
- جاي ليثال على موقع قاعدة بيانات المصارعة على الإنترنت (الإنجليزية)
- جاي ليثال على موقع عالم المصارعة على الإنترنت (الإنجليزية)
- جاي ليثال على موقع عالم المصارعة على الإنترنت (الإنجليزية)